# O'Harovo mezinárodní letiště

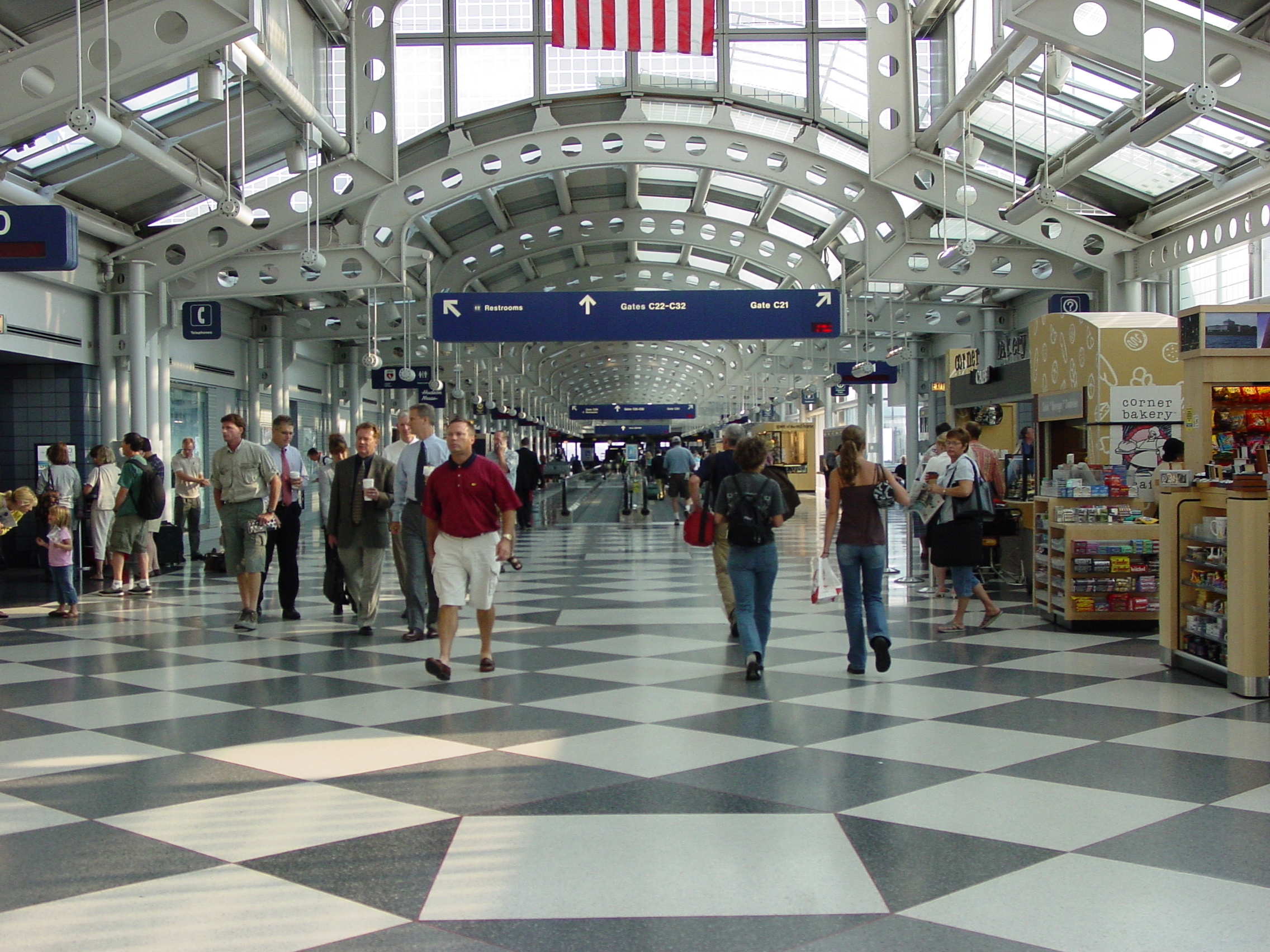
United Airlines Terminal 1

O'Harovo mezinárodní letiště (IATA: ORD, ICAO: KORD, FAA LID: ORD), anglicky O'Hare International Airport, se nachází asi 27 km od Chicaga a je jedním z největších letišť na světě. S centrem Chicaga i okolními městy je letiště spojeno díky početné hromadné dopravě (zejména autobusové). Jako alternativní letiště pro O'Harovo letiště slouží letiště Chicago (MDW), které je od něj vzdáleno asi 30 km.
Na vrcholu studené války letiště sloužilo jako aktivní základna pro stíhací letouny amerického letectva.

## Objem osobní dopravy
V počtu přepravených pasažérů bylo letiště v roce 2016 šesté největší na světě.